# Platja de Canyelles

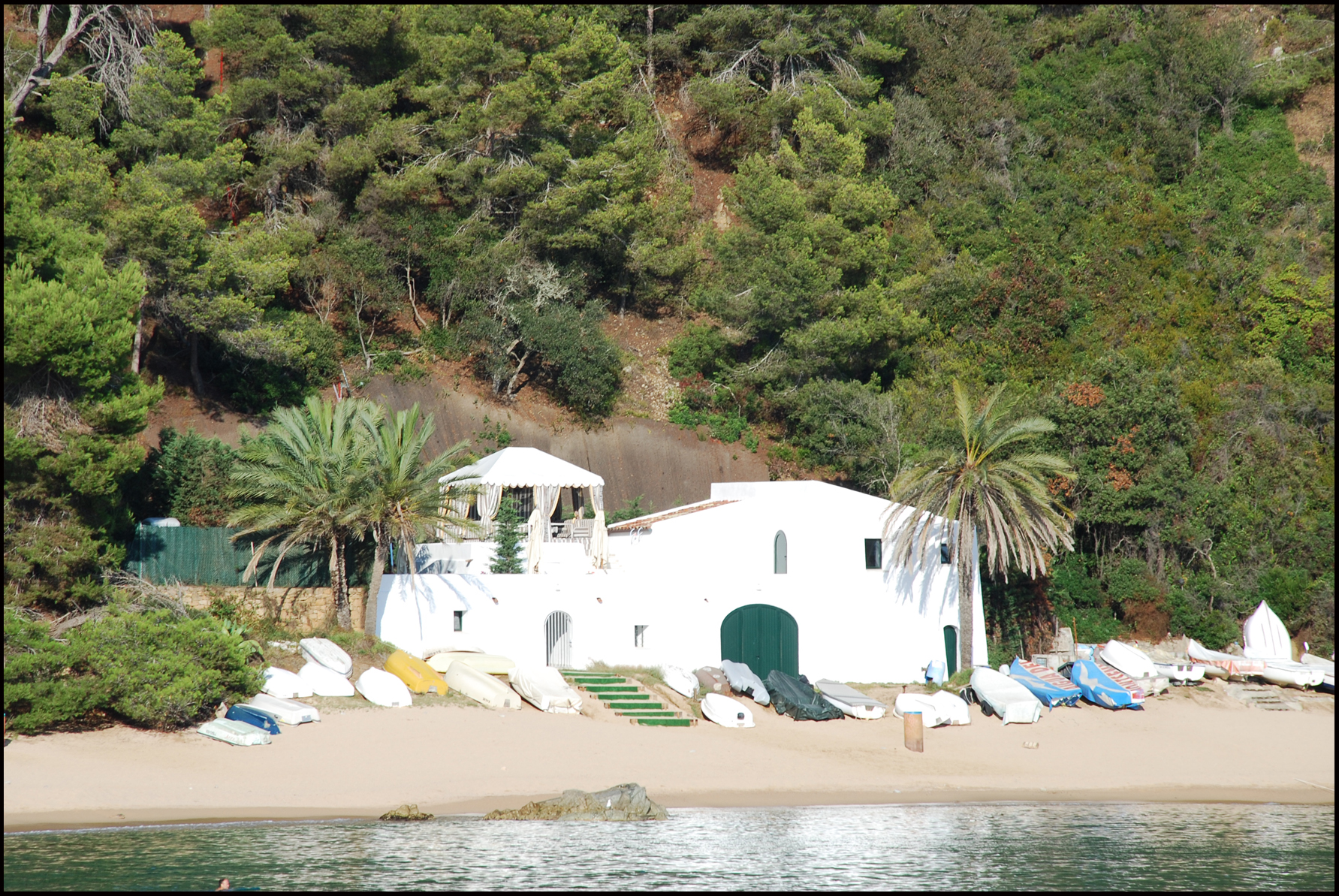
Caseta de pescadors d'en Joncadella

La platja de Canyelles és una platja situada al terme municipal de Lloret de Mar (comarca de La Selva), a la Costa Brava Sud, a la urbanització que porta el nom de la cala. La platja queda dividida per unes roques anomenades Ses Roques des Mig. La banda esquerra d'aquestes roques rep el nom de platja de Sa Somera, on hi ha la caseta de pescadors d'en Joncadella.
Limita al nord amb un extens tram de roquissar i penya-segats farcits de caletes i al sud amb el petit port esportiu de Cala Canyelles, gestionat pel Club Nàutic Cala Canyelles. És una platja de sorra blanca i molt gruixuda, de 428 metres de llargada i una amplada mitjana de 32 metres, amb un pendent d'entrada a l'aigua molt fort.
Disposa de tota mena de serveis (servei de salvament i primers auxilis, vigilància i seguretat, servei de neteja del passeig i la sorra), d'equipaments (com dutxes, WC, papereres), senyalització (com canals d'entrada i sortida d'embarcacions, platja abalisada a 200 metres, línia de seguretat, banderes de senyalització de l'estat de la mar), i activitats d'oci (com lloguer de para-sols i gandules, esquí aquàtic, patins, caiac, creuers turístics, quiosc de venda de gelats i begudes, restaurants, zona esportiva).
S'hi accedeix per la carretera GI-682 (Blanes-Lloret-Tossa), l'autopista C-32 (sortida Malgrat-Blanes-Lloret), l'autopista AP-7 (Sortida 9 Lloret) i la C-63 (comarcal de Vidreres). Disposa de servei d'autobús interurbà durant els mesos de juliol i agost.
Segons Joan Sala i Lloberas la platja de Canyelles havia estat la capital de la Tirada a l'Art.
L'Agència Catalana de l'Aigua efectua un control setmanal de la qualitat de l'aigua, durant la temporada de bany, amb el resultat d'excel·lent. La platja ha estat distingida amb el distintiu de Bandera Blava, que reconeix internacionalment la qualitat de l'aigua i serveis.